# Marcus Marshall

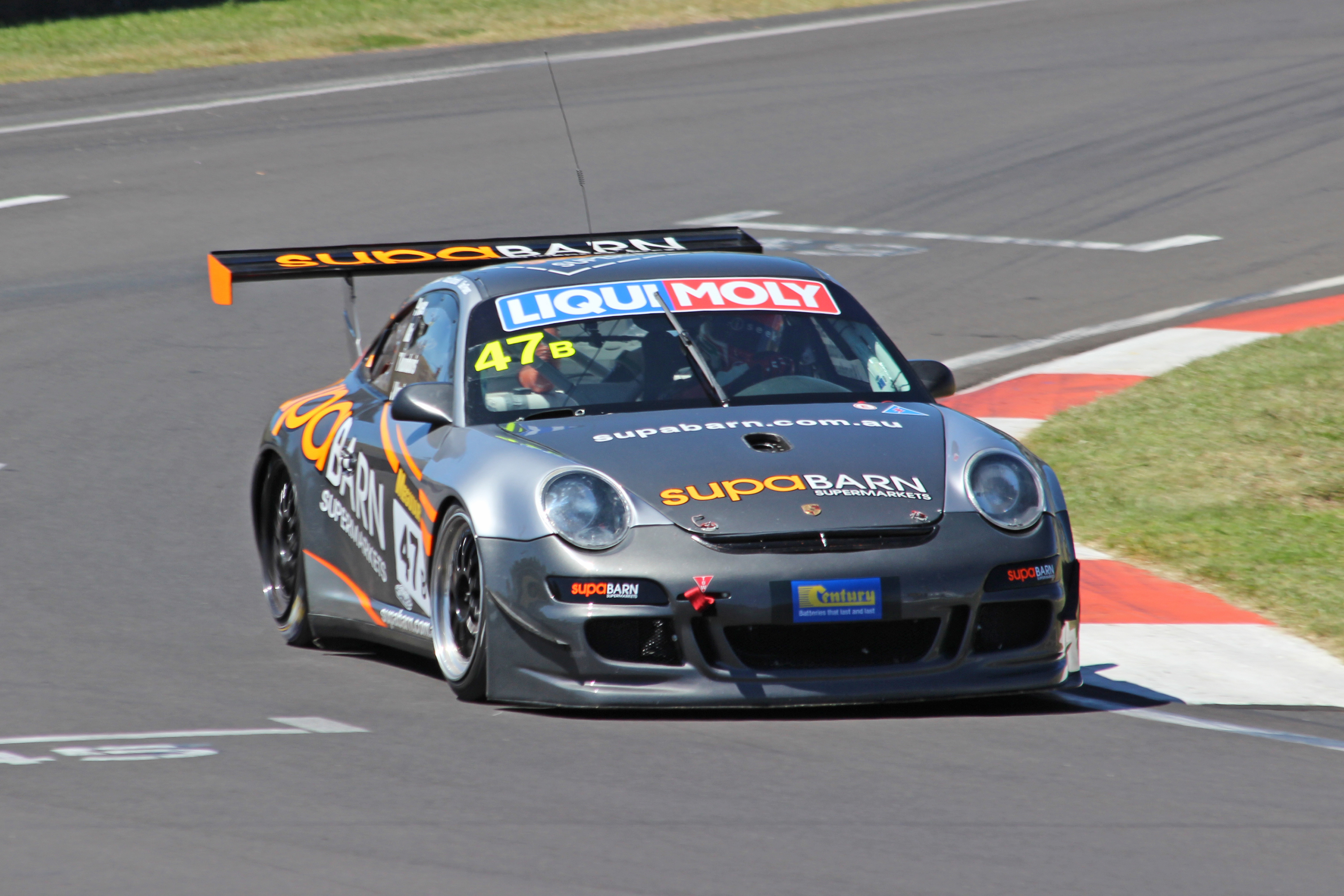
Der Porsche 997 von Marcus Marshall, James Koundouris, Theo Koundouris und Sam Power beim 12-Stunden-Rennen von Bathurst 2015

Marcus Marshall (* 25. November 1978 in Burnie, Queensland) ist ein ehemaliger australischer Automobilrennfahrer. Er startete von 2003 bis 2011 zu einigen Rennen der V8 Supercars. Zudem war er 2005 in der Champ Car World Series sowie 2006 in der A1GP aktiv.

## Karriere
Marshall begann seine Motorsportkarriere 1997 im Club-Rennsport, in dem er bis 2000 aktiv war. 2000 wechselte er in den Formelsport. Er wurde Sechster der queensländischen Formel Ford und 17. der australischen Formel Ford. Die nächsten zwei Saisons blieb Marshall in der australischen Formel Ford. Nach dem siebten Platz in der Saison 2001 wurde er 2002 Dritter in der Meisterschaft.
2003 war Marshall im Tourenwagen-/GT-Sport aktiv. Er wurde Vizemeister des australischen Porsche Carrera Cups. Darüber hinaus startete er zu zwei Rennen im Porsche Supercup und trat in den V8-Supercar-Serien an. Er absolvierte sechs Rennen in der Konica V8 Supercar Series, der zweiten Klasse der V8 Supercars, sowie zwei Rennen in der V8 Supercar Championship Series, der ersten Kategorie.
2004 kehrte Marshall in den Formelsport zurück. Er trat zu einzelnen Rennen der australischen und britischen Formel-3-Meisterschaft an. In der australischen Formel 3 wurde er mit drei Siegen Sechster und in der britischen Serie belegte er mit einem Sieg den 17. Platz in der Meisterschaft. Außerdem nahm er erneut an einem Rennen der V8 Supercar Championship Series teil. 2005 erhielt Marshall ein Cockpit beim Team Australia in der Champ Car World Series und wurde dort Teamkollege von Alex Tagliani. Für das Saisonfinale wurde Marshall durch seinen Landsmann Will Power ersetzt. Während Tagliani mit dritten Plätzen Siebter wurde, war ein achter Platz das beste Resultat von Marshall. Er lag am Saisonende auf dem 16. Meisterschaftsplatz. Darüber hinaus ging er bei zwei Rennen der V8 Supercar Championship Series an den Start. Anfang 2006 nahm Marshall für das australische Team an einem A1GP-Rennwochenende auf dem Sentul International Circuit teil. Im Hauptrennen gelang ihm mit einem dritten Platz eine Podest-Platzierung.
Anschließend konzentrierte er sich auf sein Engagement bei den V8 Supercars. Er absolvierte die komplette Saison 2006 der V8 Supercar Championship Series. Er wurde 29. in der Fahrerwertung. 2007 lag sein Hauptaugenmerk auf dem australischen Porsche Carrera Cup. Dort erreichte er mit drei Siegen den vierten Meisterschaftsplatz. Darüber hinaus nahm er an acht Rennen der V8 Supercar Championship Series, sowie an sechs Rennen der Fujitsu V8 Supercar Series, der zweiten V8-Supercar-Serie, teil. In der Fujitsu V8 Supercar Series erzielte er zwei Podest-Platzierungen. 2008 war Marshall wieder die ganze Saison in der V8 Supercar Championship Series aktiv. Er schloss die Meisterschaft auf dem 23. Platz ab.
Von 2009 bis 2011 absolvierte Marshall keine kompletten Rennsaisons. Er trat in jeder Saison zu einigen Rennen der V8 Supercar Championship Series an. Darüber hinaus nahm er 2009 und 2010 an einigen Rennen der Fujitsu V8 Supercar Serie sowie 2011 an einigen Rennen der V8 Utes, wo mit Utes gefahren wurde, teil.

## Statistik

### Karrierestationen
| - 1997–2000: Club-Rennsport - 2000: Australische Formel Ford (Platz 17) - 2000: Queensländische Formel Ford (Platz 6) - 2001: Australische Formel Ford (Platz 7) - 2002: Australische Formel Ford (Platz 3) - 2003: Australischer Porsche Carrera Cup (Platz 2) - 2003: V8 Supercar Championship Series (Platz 62) - 2003: Konica V8 Supercar Series (Platz 30) - 2003: Porsche Supercup | - 2004: Australische Formel 3 (Platz 6) - 2004: Britische Formel 3 (Platz 17) - 2004: V8 Supercar Championship Series (Platz 55) - 2005: Champ Car (Platz 16) - 2005: V8 Supercar Championship Series (Platz 53) - 2006: A1GP - 2006: V8 Supercar Championship Series (Platz 29) - 2007: Australischer Porsche Carrera Cup (Platz 4) - 2007: V8 Supercar Championship Series (Platz 49) | - 2007: Fujitsu V8 Supercar Series (Platz 15) - 2008: V8 Supercar Championship Series (Platz 23) - 2009: V8 Supercar Championship Series (Platz 32) - 2009: Fujitsu V8 Supercar Series (Platz 22) - 2010: V8 Supercar Championship Series (Platz 44) - 2010: Fujitsu V8 Supercar Series - 2011: V8 Supercar Championship Series (Platz 45) - 2011: V8 Utes |